# 流川はる香
流川 はる香（るかわ はるか、1992年4月8日 - ）は、日本のAV女優。エスフラート所属。

## 来歴
2022年8月に「マドンナ」専属女優としてAVデビュー。
2024年12月30日週FANZAレンタルフロアランキングにて、『『週3日、妻とSEXをしている。』と自慢してきた友人から週5日、毎回3, 4発、合計18発中出ししてそいつの妻を寝取ってやった。流川はる香』が2位を獲得。

## 人物
AVデビュー前は、歌手や女優に憧れがあったことから歌と演技の学校で学んだ後、イベントMCとして活動していた。
学生の頃から芸能の世界に憧れていたこともあり、ミュージカルや映画をよく見ていた。特に好きな作品は『ヘアスプレー』で、自分らしく前向きに生きる大切さが描かれた作品で、見ていると勇気づけられると語っている。
デビューのきっかけは、AV女優の美しさや昔から持ち続けていた女優業への憧れから、ドラマ系のAVを見ていて「いつか私もやってみたい」と思うようになったこと。AVは学生の頃からオナニーのおかずとして視聴していた。
初体験は高校2年の時で、相手は初めできた彼氏。セックスの気持ち良さはもちろん、自分を曝け出せる事に解放感を感じたと振り返っている。また、普段は余計なことを考えてしまうが、セックスの時だけは余計なことを考えずに没頭できるから好きだとも語っている。

## 作品
◎はBD版発売作品。

### アダルトDVD / BD
- “天使”のような笑顔の裏に秘めた“変態”願望―。 新人 流川はる香 30歳 AV DEBUT（8月23日、マドンナ）◎
- 最高峰のムッツリ人妻、ナマ“中出し”解禁―。 流れる汗、交わる唾液、絡まる愛液、濃密な接吻と中出し性交。流川はる香（9月27日、マドンナ）
- 次世代スター専属Madonna第3弾!! 汗だく × 中出し 初ドラマ!! 夫が単身赴任中の1ヶ月、町内会長の全身愛撫と中出し不倫に溺れた私 流川はる香（10月25日、マドンナ）
- 出張先のビジネスホテルでずっと憧れていた女上司とまさかまさかの相部屋宿泊 流川はる香（11月22日、マドンナ）◎

- 人妻秘書、汗と接吻に満ちた社長室中出し性交 マドンナが誇る《絶対的》美人秘書誕生。 流川はる香（3月28日、マドンナ）◎
- 妻には口が裂けても言えません、義母さんを孕ませてしまったなんて…。 ―1泊2日の温泉旅行で、我を忘れて中出ししまくった僕。― 流川はる香（4月25日、マドンナ）◎
- 町内キャンプNTR テントの中で輪姦された妻の衝撃的寝取られ映像 流川はる香（5月23日、マドンナ）
- Madonna最強専属W初共演!! 交換夫婦NTR ～湯けむり舞う1泊2日の混浴温泉旅行 編～ 藤かんな 流川はる香（6月13日、マドンナ）◎
- 学生時代のセクハラ教師とデリヘルで偶然の再会―。その日から言いなり性処理ペットにさせられて…。 流川はる香（6月27日、マドンナ）
- 合鍵をもらった人妻が、男子学生が卒業するまで中出しされた一人暮らし部屋。 流川はる香（7月25日、マドンナ）
- 体液ドロドロ汗だく人妻不動産レディ 中年オヤジの物件案内ねっとり粘着羞恥 流川はる香（8月22日、マドンナ）
- 甘い囁きに流されるまま、僕は大学を留年するまで、人妻との巣篭もりSEXに溺れて…。 流川はる香（9月26日、マドンナ）
- 大人のフェロモン淫語と清楚なのにエグい施術で金玉が空っぽになるまでヌイてくれる アチージョ式メンズエステ 流川はる香（10月24日、マドンナ）◎
- 流川はる香 初総集編 The First Best 3枚組12時間（10月31日、マドンナ）※単体ベスト
- 愛する夫の為に、身代わり週末肉便器。 超絶倫極悪オヤジに、孕むまで何度も中出しされ続けて…。 流川はる香（11月28日、マドンナ）
- 卒業式の後に… 大人になった君へ義母からの贈り物―。 流川はる香（12月26日、マドンナ）
- 世界一豪華な記念作!! マドンナ20周年記念 湯煙舞う中出し無制限史上初ALL専属バスツアー!! 前編 4時間OVER 2枚組!!（12月26日、マドンナ）◎

- ストリップ劇場で舞う人妻 流川はる香（1月30日、マドンナ）
- 世界一豪華な記念作!! マドンナ20周年記念 感動と絶頂のフィナーレ 湯煙舞う中出し無制限史上初ALL専属バスツアー!! 後編 ～大競’宴’はまだまだ終わらない!! 中出し無制限の大乱交!!～（1月30日、マドンナ）◎
- 寝取らせ串刺し輪姦 愛する妻を深奥まで犯し尽くして下さい―。 流川はる香（2月27日、マドンナ）
- 専属絶世美女、「寝堕ち―。」 気づくといつも眠りに堕ちて…人妻わいせつ中出し診察ルーム 流川はる香（3月26日、マドンナ）
- 汗ほとばしる人妻の圧倒的な腰振りで、僕は一度も腰を動かさずに中出ししてしまった。 流川はる香（4月23日、マドンナ）
- クレーム対応NTR 取引先のセクハラ部長と妻の【閲覧注意】寝取られ話 流川はる香（5月28日、マドンナ）
- 『週3日、妻とSEXをしている。』と自慢してきた友人から週5日、毎回3,4発、合計18発中出ししてそいつの妻を寝取ってやった。 流川はる香（6月25日、マドンナ）
- 哀しみの未亡人、背徳の孕ませ飼育 夫の前で毎晩、毎晩… 義父に犯されてー。 流川はる香（7月23日、マドンナ）
- キメセクの虜になってしまった僕の妻 強気な人妻を従順なメス穴に躾ける媚薬漬け中出し調教 流川はる香（8月27日、マドンナ）
- 中出し寮母輪姦 憧れのはる香さんがヤリたい盛りの絶倫先輩達に 連続種付けプレスで生ハメされまくってた!! 流川はる香（9月24日、マドンナ）
- 引っ越しの挨拶来たのはカラダの相性抜群だった元カノ。 人妻になったはる香と10年彼女ナシの僕の時間を忘れたノンストップ中出し性交 流川はる香（10月22日、マドンナ）
- 夫にも見せた事が無い究極恥部《肛門》を徹底的に鑑賞する―。 恥辱のケツ穴剥き出し孕ませ性交 流川はる香（12月24日、マドンナ）

- 愛液だらだらおマ〇コを濃厚クンニと絶倫チ〇ポで満たす叔父の逆PtoM性交 流川はる香（1月28日、マドンナ）
- 流川の総集編、はる香（遥か）遠くの貴方まで届け!! The2ndBest 12時間 流川はる香（1月28日、マドンナ）※単体ベスト
- 経験ゼロの私がセフレの言いなり陸上部員 流川はる香（2月25日、マドンナ）
- 出張エステに焦らされてチ●ポ懇願!! 愛液でマン毛ヌルべちょ催淫オーガズムエステ 流川はる香（3月25日、マドンナ）
- 理不尽な夫の上司に尽くす人妻バニーガール ～恥じらいの猥褻コスプレ中出し接待～ 流川はる香（4月22日、マドンナ）
- 流川はる香 緊縛解禁ー。秘めた欲望を夫の部下に暴かれて… 麻縄に溺れた社長夫人（5月27日、マドンナ）
- 相撲部屋中出し輪姦 女に飢えた関取どもの巨漢種付けプレスで生ハメ中出しされ続ける美人女将 流川はる香（6月24日、マドンナ）
- 友達のお母さんの無自覚浮きブラ乳首誘惑 流川はる香（8月5日、アタッカーズ）

### アダルトVR
- 初VR 流川はる香 呼べば必ず夜を駆け抜け来てくれるSEXの相性抜群な最高に都合のいい愛人（5月19日、マドンナ）
- 「一緒に気持ち良くなっちゃお」 僕=肉バイブ欲求不満な彼女の姉（人妻）のこっそりナマハメ誘惑 結果…彼女の知らないところで何度も食べられてしまいました。 流川はる香（8月18日、マドンナ）

### アダルト配信
- 配信限定 ハメ撮り MADOOOON!!!! マドンナ専属女優の『リアル』解禁。流川はる香（4月4日、マドンナ）

- 配信限定 ハメ撮り MADOOOON!!!! SEASON2 マドンナ専属女優の『リアル』解禁。流川はる香（2月6日、マドンナ）

### イメージDVD / BD
- Best naked 流川はる香（2025年4月28日、Naked Actress）◎ ※DVD版とBD版でジャケット写真が異なる。

### デジタル写真集
- 流川はる香 木漏れ日に抱かれて（2022年12月12日、小学館、撮影：西條彰仁）[7]

## 出演

### 舞台
- 兎狩りC200の闘劇視察 Bunny Fight(ウサギ狩り) （2023年10月25日 - 29日、池袋・シアターKASSAI） - チャロ 役[8]